# Lilian, duchessa di Halland
Lilian, duchessa di Halland (Swansea, 30 agosto 1915 – Stoccolma, 10 marzo 2013), è stata una principessa svedese, consorte del principe Bertil di Svezia, duca di Halland.

## Biografia

### Primi anni di vita in Gran Bretagna

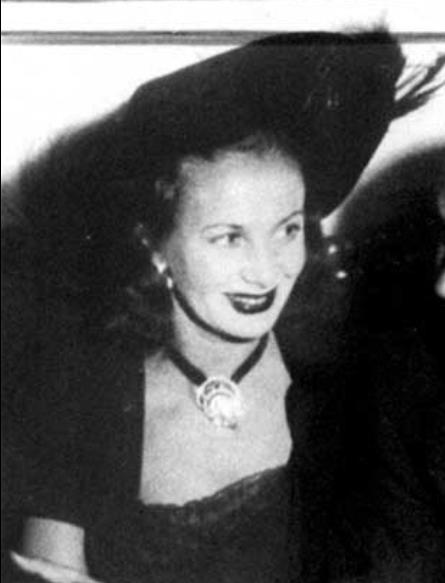
Lilian di Svezia negli anni '40.

Lillian May Davies nacque in Gran Bretagna il 30 agosto 1915, a Swansea nel sud del Galles, figlia di William John Davies e di sua moglie Gladys Maria (nata Curran). Inizialmente il nome si scriveva Lillian, ma lasciò cadere una "l" quando diventò una modella. È stata fotografata per famose riviste di moda come Vogue. I suoi genitori si separarono nel 1920, ma non divorziarono ufficialmente fino al 1939.
Dal 1940 al 1945 è stata sposata con l'attore britannico Walter Ivan Craig. Durante la seconda guerra mondiale Lilian Craig lavorò in una fabbrica di radio per la Royal Navy e in un ospedale per i soldati feriti.

### Il matrimonio con il principe Bertil di Svezia, duca di Halland

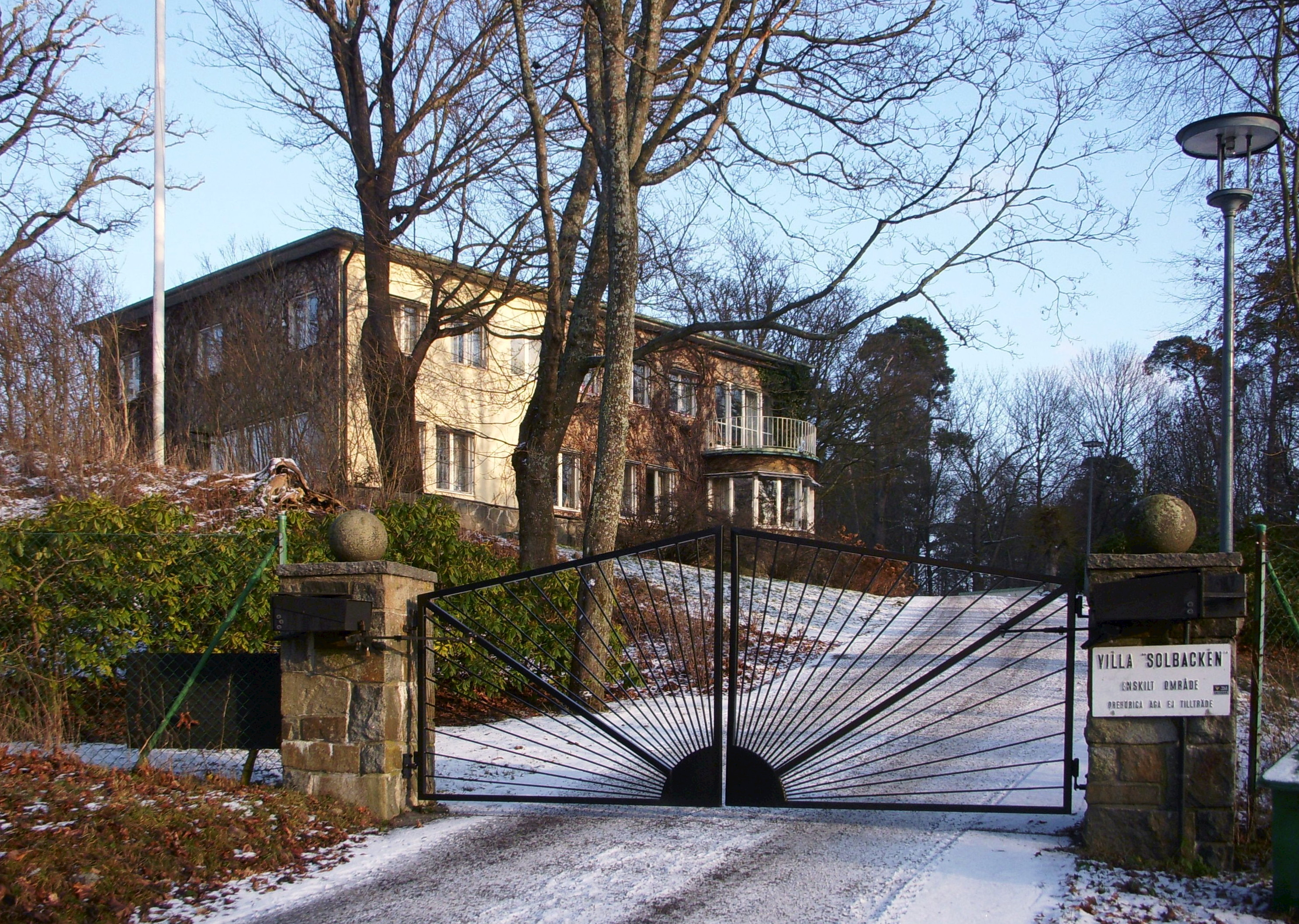
Villa Solbacken a Stoccolma fu la residenza della principessa Lilian dal 1946 fino alla sua morte nel 2013.

Nel 1943 incontrò il principe svedese Bertil, duca di Halland, a Londra, a un cocktail party in onore del suo ventottesimo compleanno. Poco dopo il loro incontro divennero amanti, anche se a quel tempo Lilian era sposata con il suo primo marito. Il fratello maggiore di Bertil, il principe Gustavo Adolfo, duca di Västerbotten, era l'erede al trono di Svezia, ma nel 1947 morì. Siccome il figlio di Gustavo Adolfo, Carlo Gustavo, aveva meno di un anno, sembrava probabile che Bertil potesse servire come reggente (gli altri eredi avevano rinunciato ai loro posti nella successione a causa di matrimoni diseguali).
Per questo motivo Bertil scelse di non sposare Lilian, e così la coppia ha semplicemente vissuto insieme per più di 30 anni. Tuttavia Bertil non divenne mai reggente in quanto suo padre, il re Gustavo VI Adolfo, visse abbastanza per vedere suo nipote Carlo Gustavo maggiorenne. Re Carlo XVI Gustavo di Svezia salì al trono nel 1973 e, dopo aver sposato anch'egli una borghese, approvò il matrimonio di Bertil e Lilian. La coppia si sposò il 7 dicembre 1976 nella cappella del castello di Drottningholm, alla presenza di tutta la famiglia reale.
Dal 1976 al 2006 la principessa Lilian partecipava all'annuale cerimonia di consegna dei Premi Nobel, ornata dei gioielli reali e delle insegne dell'Ordine dei Serafini, la più alta onorificenza svedese. All'età di 91 anni ha interrotto questa tradizione, ritenendo di essere troppo anziana.

### Vedovanza
Il principe Bertil morì il 5 gennaio 1997 nella sua casa, con la principessa Lilian al suo fianco. Dal 1997 fino al 2010 la principessa continuò a rappresentare la Svezia in impegni ufficiali e visite all'estero. Era la protettrice di molte organizzazioni benefiche, ad esempio SOS Villaggi dei Bambini, e anche membro onorario di diverse società patrocinate dal consorte. Nel 2000 Lilian pubblicò una biografia della sua vita con il principe Bertil. Nell'agosto 2008 la principessa cadde nel suo appartamento e si ruppe l'anca; nel febbraio 2009 cadde nuovamente in casa. Il 3 giugno 2010 la Casa Reale emise un comunicato ufficiale nel quale annunciava che la principessa soffriva della malattia di Alzheimer e non era più in grado di assolvere ai suoi incarichi pubblici. Ha vissuto i suoi ultimi anni a Villa Solbacken assistita costantemente da quattro infermiere.

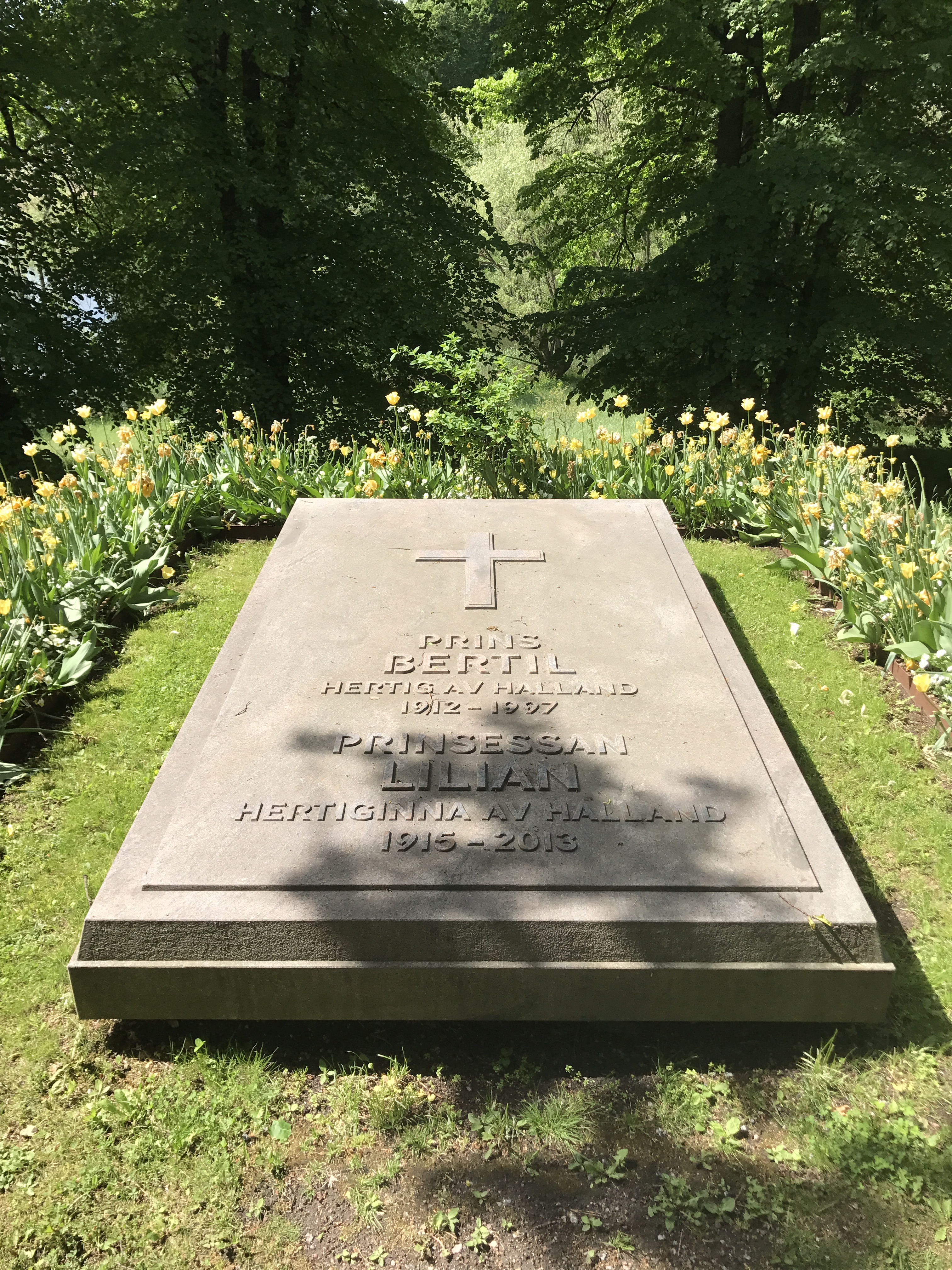
Tomba dei duchi di Halland.

La principessa Lilian morì nella sua residenza il 10 marzo 2013 all'età di 97 anni, sedici anni dopo il marito. La Casa Reale non ha comunicato la causa della morte.
Il funerale è stato celebrato il 16 marzo nella cappella del Palazzo Reale di Stoccolma ed è stato trasmesso in diretta su SVT. La cerimonia è iniziata alle 13:00 con ventuno colpi di cannone sparati da Skeppsholmen. Vi hanno partecipato il Re e la Regina di Svezia; la Regina Margherita II di Danimarca e le Principesse Margherita, Brigitta, Désirée e Cristina di Svezia; la Principessa della Corona di Svezia con il marito Daniel Westling, la duchessa di Hälsingland e Gästrikland con il promesso sposo Christopher O'Neill e il duca di Värmland.
Villa Solbacken è stata ereditata dal pronipote Carlo Filippo.

## Libri pubblicati
- Mitt liv med prins Bertil. Editore: Ekerlids. Anno: 2000.[7] ISBN 9789188595775